# Martin Schurig
Martin Schurig (1656 – 1733) è stato un medico tedesco.
È stato il primo medico  a occuparsi degli organi sessuali. 
Ha lavorato a Dresda, ed è diventato famoso per il suo Spermatologia Historico-Medica, noto spesso semplicemente come as Spermatologia, pubblicato in latino in 1720. Havelock Ellis ha spesso utilizzato i suoi lavori.

## Libri
- Schurig, M. Spermatologia historico-medica. Johannis Beckii, Frankfort, 1720.